# Lupinjak
Lupinjak est un village de la municipalité de Hum na Sutli (comitat de Krapina-Zagorje) en Croatie. Au recensement de 2011, le village comptait 366 habitants.